# Place de la République
Place de la République (česky náměstí Republiky) je náměstí v Paříži na hranicích 3., 10. a 11. obvodu. Pod náměstím se nachází jedna z nejrozsáhlejších stanic zdejšího metra – République. Uprostřed náměstí se nachází pomník Republiky (Monument à la République). Náměstí Republiky je z důvodu svého názvu a symboliky s ním související jedním z obvyklých míst demonstrací v Paříži, nejčastěji z podnětu levicových stran nebo odborů. Náměstí je osvětleno bohatě zdobenými pouličními lampami se symboly Francouzské republiky.

## Historie
Náměstí se rozkládá v místě bývalé pevnosti, která byla součástí městských hradeb Karla V. vystavěných ve 14. století. V roce 1811 byla na náměstí umístěna fontána Château-d'Eau, která dala náměstí jméno. Náměstí získalo svou dnešní podobu během Druhého císařství, kdy byly vystavěny Boulevard de Magenta, Avenue de la République (původně Boulevard des Amandiers) a Boulevard du Prince-Eugène, dnes Boulevard Voltaire. V roce 1866 architekt Gabriel-Jean-Antoine Davioud postavil po celé severní straně náměstí obchody. V následujícím roce rovněž postavil druhou kašnu na náměstí zdobenou bronzovými lvy. Kašna Château-d'Eau byla přesunuta v roce 1880 na náměstí Place Félix-Éboué, aby uvolnila místo mohutnému pomníku.

## Rozvoj
Na obnovu náměstí byla vypsána soutěž. Vítězem se stal 21. ledna 2010 tým Trevelo & Viger-Kohler.

## Pomník
V roce 1879 proběhla soutěž na realizaci velkého pomníku Republiky, kterou vyhráli bratři Léopold Morice (sochy) a Charles Morice (podstavec). Odhalení pomníku proběhlo na dvakrát. Poprvé 14. července 1880, kdy byl představen sádrový model a podruhé 14. července 1883 konečná verze v bronzu. Památník se skládá z kolosální bronzové sochy Marianny vysoké 9,50 m stojící na kamenném sloupu o výšce 15 m. Na něm jsou umístěny alegorie Svobody, Rovnosti a Bratrství.
Soutěže v roce 1879 se také zúčastnil sochař Jules Dalou (1838-1902), jehož návrh Triomphe de la République sice nezvítězil, ale nakonec byl realizován na náměstí Place de la Nation.
- Socha Republiky (Marianne)

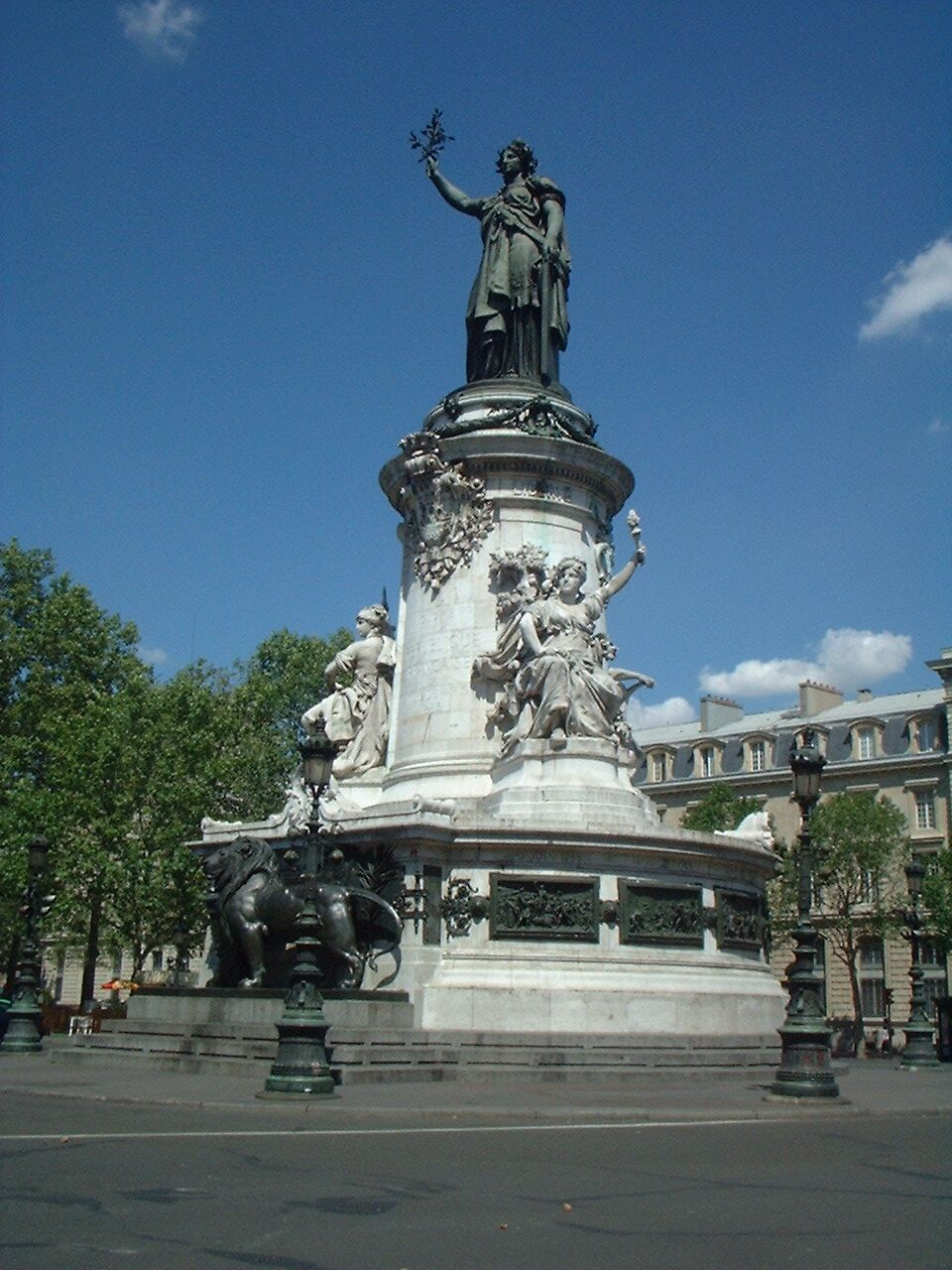
Pomník

Marianne stojí na sloupu. Má frygickou čapku a rostlinnou korunu. V pravé ruce drží olivovou ratolest, symbol míru. V levé ruce drží desky s nápisem „Lidská práva“. Přes rameno má přehozený meč.
- Socha Svobody

Sedí po levici Marianne. Na rozdíl od Socha Svobody, která drží pochodeň v pravé ruce a pošlapává přetržený řetěz u nohou, tato nese pochodeň v levé ruce, zatímco pravá ruka spočívá na kolenu a drží přetržený řetěz. V pozadí je dub vytesaný v reliéfu ve sloupu.
- Socha Rovnosti

Drží v pravé ruce státní vlajku, na které je v pravém poli zkratka „RF“ a v levém tesařská krokvice, symbol rovnosti.
- Socha Bratrství

Jedná se o skupinu, kterou tvoří žena hledící na dvě děti (putti), které čtou knihu. Doprovází je snop pšenice a kytice symbolizující hojnost.
- Výzdoba sloupu

Sloup tvoří piedestal Marianny a okolo něj jsou umístěny sochy Svobody, Rovnosti a Bratrství. U nohou Marianny je ozdobný bronzový věnec, ve kterém je znak města Paříže a nápis „À LA GLOIRE DE LA RÉPUBLIQUE FRANÇAISE - LA VILLE DE PARIS - 1883“. (Pro slávu Francouzské republiky - město Paříž - 1883.) Mezi Svobodou a Bratrstvím a mezi Bratrstvím a Rovností jsou umístěny medailony představující Práci a Mír.
- 12 bronzových reliéfů uspořádaných do oblouku v úrovni očí chodců v dolní části podstavce představuje významné historické momenty Francouzské republiky:
  - 20. červen 1789: Přísaha v míčovně
  - 14. červenec 1789: Dobytí Bastilly
  - 4. srpen 1789: Noc 4. srpna (zrušení feudálního systému)
  - 14. červenec 1790: Svátek Federace (oslava 1. výročí pádu Bastilly)
  - 11. červenec 1792: Prohlášení "La Patrie en danger" - Vlast v nebezpečí (vyhlášení války)
  - 20. září 1792: Bitva u Valmy
  - 21. září 1792: Vyhlášení zrušení monarchie
  - 1. červen 1794: Námořní bitva u Ouessant
  - 29. červenec 1830: Tři slavné dny
  - 4. březen 1848: Dekret o zrušení poddanství
  - 4. září 1870 Vyhlášení republiky
  - 14. červenec 1880: Státní svátek

- Lev

U nohou Marianny leží bronzový lev, který chrání všeobecné volební právo, které představují bronzové urny.

## Ulice vedoucí k náměstí
Ve směru hodinových ručiček:
- Boulevard de Magenta
- Rue Léon-Jouhaux
- Rue du Faubourg-du-Temple
- Avenue de la République
- Boulevard Voltaire
- Boulevard du Temple
- Rue du Temple
- Boulevard Saint-Martin
- Rue René-Boulanger